# Netizen
O termo netizen é uma aglutinação das palavras "Internet" e "citizen" (cidadão em inglês) significando "cidadão da internet" ou "cidadão da rede". Descreve uma pessoa ativamente envolvida em comunidades online ou na Internet em geral.
O termo geralmente também implica um interesse e envolvimento ativo em melhorar a Internet, tornando-a um recurso intelectual e social, ou as estruturas políticas ao seu redor, especialmente no que diz respeito ao acesso aberto, neutralidade da rede e liberdade de expressão. O termo foi amplamente adotado em meados da década de 1990 como forma de descrever aqueles que habitam a nova geografia da Internet. O autor e pioneiro da Internet Michael F. Hauben é responsável por cunhar e popularizar o termo.

## Fator determinante
Em geral, qualquer indivíduo que tenha acesso à Internet tem o potencial de ser classificado como um netizen. No século 21, isso foi possível devido à conectividade global da Internet. Há uma distinção clara entre netizens e pessoas que se conectam para usar a Internet. Um netizen é descrito como um indivíduo que busca ativamente contribuir para o desenvolvimento da Internet. Netizens não são indivíduos que acessam a Internet para obter lucro ou ganho pessoal, mas, em vez disso, buscam ativamente a Internet à parte do nosso mundo para torná-la um lugar melhor.
Um termo usado para classificar os usuários da Internet que não contribuem ativamente para o desenvolvimento da Internet é "Lurkers". Lurkers não podem ser classificados como netizens, pois embora não causem danos ativos à Internet, eles também não contribuem.

## Na China
Em mandarim, os termos wǎngmín (chinês simplificado: 网民; chinês tradicional: 網民; Wade–Giles: wang3-min2, literalmente "netizen" ou "pessoal da rede") e wǎngyǒu (chinês simplificado: 网友; chinês tradicional: 網友; Wade–Giles: wang3-you3, literalmente "amigo da rede" ou "companheiro da rede") são termos comumente usados que significam "usuários da Internet", e a palavra em inglês netizen é usada pela mídia em inglês da China continental para traduzir os dois termos, ou seja, "usuários da Internet", resultando no aparecimento frequente dessa palavra em inglês em reportagens da mídia sobre a China, com muito mais frequência do que o uso da palavra em outros contextos.

## Prêmio Netizen
A organização internacional sem fins lucrativos Repórteres Sem Fronteiras concede um Prêmio Netizen anual em reconhecimento a um usuário da Internet, blogueiro, ciberdissidente ou grupo que ajudou a promover a liberdade de expressão na Internet. A organização usa o termo ao descrever a repressão política de ciberdissidentes, como as consequências jurídicas de blogues em ambientes politicamente repressivos.